# Ivana Kovač
Ivana Kovač (Zagreb, 1. rujna 1977.), hrvatska je pjevačica zabavne glazbe. 

## Životopis
Ivana Kovač poznata je kao hrvatska pjevačica zabavne glazbe. Rođena je u Zagrebu, 1. rujna 1977. godine u obitelji jedne od najvećih legendi hrvatske glazbene scene Miše Kovača (r. 1941.), podrijetlom iz Šibenika te bivše Miss Tren Jugoslavije 1970., Anite Baturine (r. 1953.), podrijetlom Splićanke. Život joj nije bio lak te su je obilježile mnoge tragedije, među kojima i tragična smrt starijeg brata Edija (r. 1975.; u. 1992.), zbog čega se raspada brak Miše i Anite, ali iz svih se teških životnih situacija izvukla te danas živi mirnim obiteljskim životom, u braku sa suprugom Elvirom Hasanhodžićem s kojim ima kći. Poznata je po pjesmama "Ako si muško", "Ludilo", "Bila boja" i mnogim drugim duetima.

### Obrazovanje
Nakon završene osnovne škole u rodnom Zagrebu, upisuje Srednju kozmetičku školu koju završava s odličnim uspjehom. U srednjoškolsko se doba rado bavila baletom i taekwondoom.

### Privatni život
Ivana je imala idilično djetinjstvo te je bila okružena potrebnom ljubavi i pažnjom. Otac Mišo svugdje ju je vodio jer je ona bila njegova prava mezimica. Bio je popustljiv, a majka je bila stroga te je tjerala Ivanu da puno uči i često joj je branila izlaske. Već je 10 godina u vezi s Elvirom Hasanhodžićem, s kojim je dobila kći Elenu.

### Obiteljska tragedija
1992. godine, obitelj Kovač zadesila je strašna tragedija. Naime, dvije godine stariji brat Edi (r. 1975.) smrtno je stradao u Domovinskom ratu kao član specijalne postrojbe Hrvatske vojske. Postao je najmlađi vojnik i punih je sedam mjeseci čuvao vojne objekte po Zagrebu, a četiri dana prije nego što je trebao otići iz vojske i skinuti uniformu, pronađen je mrtav pod nerazjašnjenim okolnostima. Policija je Edijevu smrt proglasila samoubojstvom, ali njegova obitelj i dan danas tvrdi da je on ubijen. Nakon te tragedije, Mišo Kovač pao je u depresiju te si je pucao u prsa, ali je ostao živ i shvatio je da mora krenuti dalje. U to se vrijeme rastao od majke svoje djece Anite Baturine te je to za Ivanu bio još jedan težak udarac s kojim se nije znala nositi pa se okrenula drogi.